# 9577 Ґропіус
9577 Ґропіус (9577 Gropius) — астероїд головного поясу, відкритий 2 лютого 1989 року.
Тіссеранів параметр щодо Юпітера — 3,505.